# Cryptoparachtes adzharicus
Espèce
Cryptoparachtes adzharicus est une espèce d'araignées aranéomorphes de la famille des Dysderidae.

## Distribution
Cette espèce est endémique de Géorgie.

## Description
Le mâle holotype mesure 7,65 mm et la femelle paratype 9,20 mm.

## Étymologie
Son nom d'espèce lui a été donné en référence au lieu de sa découverte, l'Adjarie.

## Publication originale
- Dunin, 1992 : The spider family Dysderidae of the Caucasian fauna (Arachnida Aranei Haplogynae). Arthropoda Selecta, vol. 1, no 3, p. 35-76 (texte intégral).